# Лейсен, Сенне
Сенне Лейсен (нидерл. Senne Leysen; род. 18 марта 1996, Тилен, провинция Антверпен, Бельгия ) — бельгийский профессиональный  шоссейный велогонщик.

## Достижения
2011
3-й Чемпионат Бельгии по шоссейному велоспорту (кадеты) - групповая гонка
2012
1-й  — Чемпион Бельгии (кадеты), индивидуальная гонка
2-й  — Чемпионат Бельгии (юниоры), групповая гонка
3-й  — Чемпионат Бельгии (юниоры), индивидуальная гонка
2016
2-й - Брюссель — Зепперен
3-й - Чемпионат Бельгии - индивидуальная гонка (U-23)
10-й - Чемпионат Европы - индивидуальная гонка (U-23)
2017
1-й  - Чемпион Бельгии в индивидуальной гонке (U-23)
6-й - Чемпионат мира - индивидуальная гонка (U-23)
10-й - Чемпионат Европы - индивидуальная гонка (U-23)